# Campagne de Harmar
Guerre amérindienne du Nord-Ouest
Batailles
- Raid de Logan
- Campagne de Harmar
- Big Bottom
- Dunlap's Station
- Campagne de Blackberry
- Kenapacomaqua
- Wabash
- Fallen Timbers

La campagne de Harmar, également connue sous le nom de défaite de Harmar, est une campagne militaire menée par l'Armée des États-Unis durant l'automne 1790 et destinée à mettre fin aux attaques des Amérindiens contre les colons américains dans l'Ouest de l'Ohio.
Conduite par le brigadier-général Josiah Harmar, l'armée américaine, composée d'environ 320 réguliers et 1 100 miliciens, quitte Fort Washington le 30 septembre 1790. À son approche, les Amérindiens fuient leurs villages et les Américains incendient plusieurs d'entre eux, dont Kekionga, capitale des Miamis. Le 19 octobre cependant, un détachement mené par le colonel John Hardin (en) lancé à la poursuite des Amérindiens est pris en embuscade par les guerriers de Michikinikwa. Peu expérimentés, la plupart des miliciens fuient les combats et les Américains subissent de lourdes pertes. Le 21 octobre, un autre détachement est attaqué à proximité de Kekionga et subit également des pertes importantes. Ayant perdu près de 200 hommes, Harmar décide de se retirer et de gagner la sécurité de Fort Washington.
Alors que la campagne avait pour but de soumettre les Amérindiens, les opérations menées par Harmar n'ont eu pour effet que d'accentuer les tensions entre les Amérindiens et les colons américains. En 1791, Harmar est traduit devant une cour martiale afin d'expliquer les raisons de cette défaite. La cour le disculpe de toutes les accusations portées contre lui mais il choisit de se retirer de l'armée. La même année, le major général Arthur St. Clair conduit une campagne similaire contre les Amérindiens de l'Ohio, espérant réussir là où Harmar a échoué. Cette nouvelle campagne se termine en désastre pour l'Armée américaine à la bataille de la Wabash.